# لويس كونسيبسيون
لويس كونسيبسيون (بالإسبانية: Luis Concepción)‏ (6 يونيو 1985 ببنما في بنما - ) هو ملاكم بنمي، صنّف ضمن فئة وزن الذبابة.

## إحصائيات
خاض خلال مسيرته 44 نزالا، فاز في 37 ولم يتعادل وخسر في 7. فاز بالضربة القاضية في 26 نزالا.

## روابط خارجية
- لويس كونسيبسيون على موقع بوكس ريك (الإنجليزية) (registration required)